# Germination
Cet article concerne la botanique. Pour le processus chimique de précipitation, voir Précipité. Pour le processus de cristallisation, voir Nucléation.

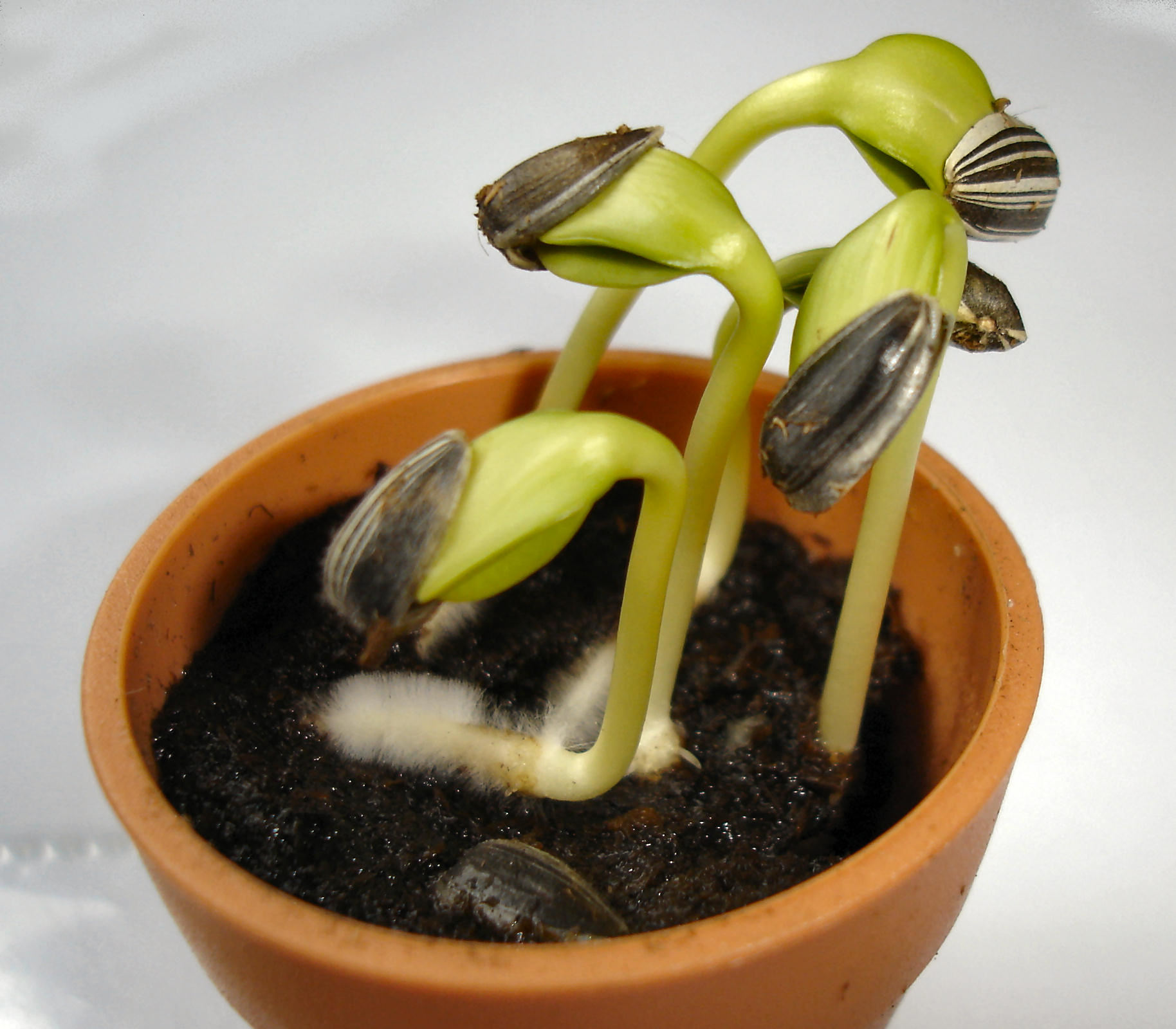
Germination épigée de graines de tournesol

Accéléré du tournesol avec coupe transversale du sol. Représentation de la croissance des racines et de la partie supérieure de la plante.

La germination est le début de développement d'un nouvel individu végétal, d'une nouvelle plante, à partir d'une graine ou d'une spore. Elle désigne plus spécifiquement la reprise du développement et du métabolisme (absorption d'eau, respiration, activité enzymatique, etc.) d'un embryon de spermatophyte (contenu dans une graine), jusqu'à émergence de la radicule.
Chez les végétaux supérieurs, les semences renferment un embryon bien différencié provenant d'un ovule fécondé et des tissus qui ont accumulé des réserves dans les cotylédons ou dans l'albumen (triploïde) et éventuellement dans le périsperme chez les angiospermes ou l'endosperme chez les gymnospermes.
La germination met fin à la vie latente (quiescence) de la semence qui est naturellement inhibée tant que la graine est dans le fruit, et souvent durant un certain temps (selon un cycle saisonnier ou plus long) ; des hormones végétales produites par la plante et accumulées dans le fruit et ou la graine inhibent la germination (ex : acide abscissique). Avec le déclin de cette substance, la germination peut commencer, la plantule perce alors le tégument. La germination peut aussi être bloquée par des substances émises par les racines de la plante-mère ou d'autres plantes (arbres notamment). Quand ces plantes meurent, les graines peuvent germer.
Pour lever la dormance, des réactions chimiques doivent se produire. Humidité, température et/ou luminosité déterminées agissent sur la production des hormones végétales, et donc sur la durée de dormance.

## Semences orthodoxes et semences récalcitrantes[1]
- Les semences orthodoxes sont les plus nombreuses. Elles subissent une phase de déshydratation importante lors de leur développement. Lorsqu'elles sont sèches, leur teneur en eau est de l'ordre de 5 à 12 %. Elles peuvent rester longtemps dans cet état où leur métabolisme est réduit et leur germination demande un apport d'eau. Cette très faible teneur en eau leur permet aussi de résister à des températures très basses ce qui peut permettre d'améliorer leur conservation.
- Les semences récalcitrantes, au contraire, ne supportent pas la dessiccation. Leur teneur en eau varie entre 20 et 80 %. Leur germination doit avoir lieu dès qu'elles tombent sur le sol car elles ne supportent pas le manque d'eau. Ce type de semences est surtout présent chez des arbres des pays tempérés tels que les chênes, les érables, les noyers, les châtaigniers, les marronniers, les saules et chez des espèces tropicales cultivées comme les manguiers, les litchis, les avocatiers, les cacaoyers, les citrus, les hévéas ou des forêts comme les araucarias, les hopéas.

## Conditions
La germination ne se produit que si des conditions extérieures (température, humidité, oxygène, luminosité ou durée du jour, etc.) sont conjointement présentes et favorables; de même que les facteurs internes (maturité, viabilité, dormance, effet de la lumière).
Ces exigences sont fort variables selon les espèces.
Pour les températures :
| Type de semences                                        | Espèce                                                   | Gamme thermique (°C)       | Températures optimales (°C)    |
| ------------------------------------------------------- | -------------------------------------------------------- | -------------------------- | ------------------------------ |
| Semences ne germant bien qu'à des températures fraiches | Tulipe Pommier Cyclamen Poireau, Céleri Dahlia Betterave | 0-12 0-20 10-20 5-25 10-25 | 5-8 10-15 15-18 10-15 15-20 20 |
| Semences ne germant bien qu'à des températures élevées  | Amarante Sorgho Maïs Mil Concombre                       | 10-40 12-40 15-45 15-40    | 25-35 30-40 25-30 35-40 30-35  |
| Semences germant dans une large gamme de température    | Avoine Chou Endive Carotte Soja Pois                     | 0-30 5-40 5-35 5-40 2-35   | 15-30 20-25 20-30 25-30        |

Cependant de nombreuses semences sont dites « dormantes » car elles ne germent pas même si les conditions du milieu sont favorables. Ce blocage peut être du à des propriétés de l'embryon (dormance embryonnaire et/ou des interactions entre l'embryon et les tissus qui l'entourent (inhibition tégumentaire). En effet, des enveloppes imperméables peuvent empêcher la germination chez les semences « dures ».
Pour pouvoir germer les graines peuvent nécessiter:
Pour avoir des explications détaillées, voir dormance.
- une période de froid prononcée ;
- un passage dans le tube digestif d'un animal, voire d'un animal spécifique (herbivore, vers de terre…) ;
- une dégradation de leur cuticule externe par un acide (graines de milieux acides, ou germant dans certaines fourmilières) ;
- un passage dans les flammes (plante pyrophyles) ;
- une abrasion (pour des plantes dont les graines sont dispersées par l'eau ou en contact avec les grains de sable) ; l'épersillage désigne l'abrasion artificielle du « liège » entourant certaines graines (ex. : d'angélique) pour initier leur germination) ;
- une dégradation de la cuticule hydrophobe (ex. du marron d'Inde) par des bactéries et/ou champignons.

On peut provoquer une dégradation de la cuticule des graines dures en faisant chauffer de l'eau jusqu'à apparition des premières bulles (80 °C) puis en versant l'eau chaude sur les graines placées dans un autre récipient (afin de ne pas trop chauffer les graines par le contact avec le fond de la casserole chaude), laisser tremper 6 à 24 heures avant de semer dans un substrat léger (sable + terre + terreau). Les premières graines lèvent généralement quelques mois après le semis.
la présence d'éthylène peut stimuler la germination de différentes espèces telles que les tournesols, les laitues, l'arachide, le pommier, l'orobanche, l'amaranthe, le rumex...
Le « pouvoir germinatif » varie beaucoup selon l'espèce (en particulier selon leur caractère pionnier ou secondaire) et les conditions du milieu ; il persiste de quelques jours à plusieurs siècles.
À la fin de la germination, les cotylédons, ayant rempli leur rôle, se flétrissent et laissent la place aux vraies feuilles qui prennent leur relais pour alimenter la plante grâce à la photosynthèse.

## Modes de germination

Germination épigée et hypogée : la principale partie observable de la plantule est la tigelle.

- la germination épigée : comme chez le haricot par exemple. La graine est soulevée hors du sol par accroissement rapide de la tigelle qui donne l’axe hypocotyle qui soulève les deux cotylédons hors du sol. La gemmule se développe (après la radicule) et donne une tige feuillée au-dessus des deux cotylédons. Le premier entre-nœud donne l’épicotyle.
- la germination hypogée : comme chez le maïs. La graine reste dans le sol, la tigelle ne se développe pas et le ou les cotylédons restent dans le sol.

## Techniques de germination
Dans la plupart des cas, il suffit de mettre la graine dans l'eau jusqu'à ce qu'elle coule. Elle est alors assez hydratée. En la plaçant ensuite entre deux morceaux de papier absorbant ou coton hydrophile imbibés d'eau, dans un milieu conservant l'humidité (entre deux assiettes par exemple (face creuse contre face creuse). Beaucoup de graines germent en étant conservées dans le noir à une température se situant autour de 20 °C. Après une période ne dépassant généralement pas les 72 heures, les graines ont germé. Certaines graines nécessitent des protocoles plus complexes.
Une méthode est de coincer les graines entre deux couches de papier essuie-tout mouillé, il faut ensuite placer le tout dans un sac refermable. De cette manière les graines sont dans un milieu humide et propice à la germination.